# ورتهور
ورتهور (به انگلیسی: Varthur) یک زیستگاه انسانی در هند است که در بنگالورو واقع شده‌است.

## خصوصیات
ورتهور ۲۱٬۸۰۰ نفر جمعیت دارد.